# クリスタル ガーディアンズ
『クリスタル ガーディアンズ』 (Crystal GUARDIANS) は、スクウェア・エニックスのタワーディフェンス系ゲーム。携帯電話アプリ版以外は『クリスタル・ディフェンダーズ』 (CRYSTAL DEFENDERS) のタイトルで配信されている。シリーズとして、元祖である『W』シリーズのほか、Wiiウェア版の『R』シリーズ、ゲームシステムを変更した『ヴァンガード・ストーム』がある。

## 概要
『ファイナルファンタジータクティクス A2 封穴のグリモア』に登場したジョブキャラクターをユニットとして配置して、マップ上を進んでくるモンスターの集団を攻撃し、進行を阻止する。モンスターにマップを通過されると、通過モンスターに応じてクリスタルを奪われたことになり、一定量クリスタルを奪われるとゲームオーバー。登場するステージは『封穴のグリモア』の地名と同じものである。
ユニットを雇ったり、レベルアップさせるためにはギルが必要となる。ギルはモンスターを倒したり、Waveのクリアボーナスで獲得できる。
まず、「ファイナルファンタジーモバイル」で携帯電話向けアプリとして、難易度別に『クリスタル ガーディアンズ W1』『- W2』『- W3』の3本が順次リリースされたのち、『W1』『W2』『W3』をまとめた（iPod版、Android版は『W1』と『W2』）『クリスタル・ディフェンダーズ』が家庭用ゲーム機等に向けてダウンロード販売開始された。
iPhone版はタッチパネルの下半分を方向キーが占めるインターフェイスが日本国内では酷評されたため、2009年4月に横画面でも操作が可能になるアップデートがされた。
Wiiウェア版、Xbox 360版、PLAYSTATION 3版はネットランキングを搭載。

### Wiiウェア版
Wiiウェア版は『W』シリーズではなく、別マップの新シリーズ『R1』『R2』が配信されている。モーグリの若者がクリスタルを守るために仲間を集めるというもので、『R1』は初心者向けにチュートリアルを兼ねている。

### 登場するジョブ
ソルジャー（W1・W2）・フェンサー (W3)
攻撃範囲内に入った敵を追いかけて攻撃する。攻撃力が高いものの行動範囲は狭い。また、空を飛ぶ敵にも攻撃することができない。
黒魔道士（全W）
攻撃範囲内に入った敵を魔法で攻撃する。範囲は広いものの詠唱のため攻撃までに時間がかかる。なお、魔法は誘爆するため対象近くの敵にもダメージを与えられる。
弓使い（W1・W2）・狩人 (W3)
攻撃範囲内に入った敵を弓で射る。1回ごとに1体のみに攻撃することしかできないが、対空対応。W1においては飛行&魔法無効の的にはこれだけが頼り。
ホワイトモンク (W1) ・バーサーカー（W2・W3）
攻撃範囲内に入った敵に拳を喰らわせる。攻撃力はソルジャーより低いものの攻撃スピードは高く、近くの敵にも誘爆する。ソルジャー同様空中の敵には攻撃不能。
時魔道士（全W）
攻撃範囲内に入った敵にスロウをかける。威力は低いものの攻撃範囲は広く、また、スロウをかけられた敵は進軍速度が低下する（レベルが上がると低下率がさらに上がる）。素早い敵や体力が高い敵に有効。
シーフ（全W）
攻撃をすることができないが、敵が範囲内に入ると尾行し、敵が倒されたときに近くにいると通常獲得するギルと同額を奪い取ることができる（獲得ギルが2倍になる）。資金が増えれば当然兵力増強も容易になるためよく敵が倒れる場所に設置すると効果的。W2からは初期倍率が1.5倍に減ったが、レベルアップごとに0.5倍ずつ上昇。最大3倍まで増やすことができる。
竜騎士（W2・W3）
攻撃範囲内に敵が入るとジャンプ後上から襲いかかる。攻撃スピードが非常に遅いが、単体の敵には大きなダメージを与えることができる。また、空飛ぶ敵にも攻撃できる。
魔砲士 (W3)
魔法を帯びた大砲を使い、単体の敵に大ダメージを与える。攻撃力は竜騎士も低いが、スピードの初期値は竜騎士の倍。とはいえ装填のため時間がかかるのが難点。
からくり士 (W3)
からくりを使いストップをかける。敵の動きを止めることができるためスロウよりも効果的だが、敵味方問わず発動するため、味方の動きが止まることもある。

### 登場する召喚獣
ウェーブ中にピンチになった場合、召喚獣を呼び出しその恩恵を受けることができる。非常に強力な半面、代償として1回につきクリスタルを5個消費することになる。また、1ウェーブで呼び出せる召喚獣は1体のみ（ウェーブが変われば再び召喚可能）。
フェニックス
W1にて使用可能。フェニックスを召喚し、1ウェーブの間、全味方の攻撃力、行動範囲を倍にする。
ラムウ
W1にて使用可能。ラムウを召喚し、電撃で1ウェーブに登場する全ての敵にダメージを与え、さらに進軍速度を低下させる。
イフリート
W2にて使用可能。イフリートを召喚し、炎で1ウェーブに登場する全ての敵にダメージを与える。ラムウよりダメージが大きい。
カーバンクル
W2にて使用可能。カーバンクルを召喚し、1ウェーブに登場する敵の耐性を無効化する。
チョコボ
W3にて使用可能。チョコボの大軍を呼び出し、1ウェーブの敵に大ダメージを与える。攻撃力は低いが、クリスタル消費数は2個と他の召喚獣より少ない。
ユニコーン
W3にて使用可能。ユニコーンを召喚し、1ウェーブの間、全味方の攻撃力、行動範囲を倍にする（フェニックスと同効果）。

### クリスタル
W2から追加されたシステム。クリスタルを設置すると、設置した周りのユニットの能力を上げる。効果は2個で+100%、3個で+150%と上がっていき、最終的には400%増も可能、大きさはSとLがあり、大きいほど効果範囲が大きい。
レッドクリスタル
置かれた周囲の味方の攻撃力を50%上昇させる。
ブルークリスタル
置かれた周囲の味方の攻撃範囲を50%上昇させる。
イエロークリスタル
置かれた周囲の味方の攻撃スピードを50%上昇させる。

## ヴァンガード・ストーム
『クリスタル・ディフェンダーズ ヴァンガード・ストーム』 (CRYSTAL DEFENDERS Vanguard Storm) は、システムが変更され、Plants vs. Zombies風のリアルタイムストラテジーになった新作。
4×4の16マスが左右2つ並んだ形のマップで、ターン毎に味方ユニットの配置替え（右側の4×4で敵が居ないマスなら自由に配置できる）を行い、左から進んでくる敵を阻止する。今回は味方ユニットにも体力があり、0になると倒れるが、Waveをクリアすると復活する。敵に右端まで進まれるとゲームオーバー。
Wiiウェア版同様のストーリー・全体マップが追加されている。